# Seydlitz (svær krydser)
Seydlitz var en tysk krydser i Admiral Hipper-klassen. 
Den blev søsat i Bremen i januar 1939, og var næsten færdig i juni 1942, da bygningen blev stoppet. Skibet skulle ombygges til et hangarskib, men det blev ved tanken.
De øvrige krydsere i Admiral Hipper-klassen var:
- Admiral Hipper.
- Blücher, sænket i Oslofjorden d. 9. april 1940.
- Prinz Eugen, deltog i Slaget i Danmarksstrædet
- Lützow (ikke at forveksle med panserskibet Lützow) afleveret under bygning til Sovjetunionen i 1940, aldrig færdigbygget.